# Careproctus tricapitidens
Careproctus tricapitidens är en fiskart som beskrevs av Anatoly Petrovich Andriashev och Stein, 1998. Careproctus tricapitidens ingår i släktet Careproctus och familjen Liparidae. Inga underarter finns listade.